# Sure Know Something
«Sure Know Something» es una canción de la banda estadounidense Kiss, perteneciente a su álbum de 1979 Dynasty. El Lado A del sencillo es "Dirty Livin'", otra canción disponible en Dynasty, y coescrita por el baterista Peter Criss. La canción alcanzó el Nro. 47 en la lista Billboard Hot 100 en 1979. Se lanzó un vídeo promocional, dirigido por John Goodhue. "Sure Know Something" fue tocada en vivo el en MTV Unplugged en 1995 y con la Orquesta Sinfónica de Melbourne en el álbum Kiss Symphony: Alive IV.

## Créditos
- Paul Stanley - voz, guitarra
- Gene Simmons - bajo, voz
- Ace Frehley - guitarra
- Peter Criss - batería